# Коэрцитивная сила
Коэрцити́вная си́ла (тж.: коэрцити́вное по́ле, от лат. coercitio «удерживание») — значение напряжённости внешнего магнитного поля, необходимое для полного размагничивания ферро- или ферри- магнитного вещества. Обозначается: {\displaystyle H_{c}}.
Единица измерения коэрцитивной силы в магнетиках совпадает с единицей напряжённости магнитного поля — в Международной системе единиц (СИ): ампер/метр, в СГС: эрстед.
Чем большей коэрцитивной силой обладает постоянный магнит, тем он устойчивее к размагничивающим воздействиям.
Понятие «коэрцитивное поле» также используется в физике электретов в значении напряжённости внешнего электрического поля (В/м), необходимой для полной деполяризации сегнетоэлектрического вещества.

## Формальное определение
Коэрцитивная сила — такое размагничивающее внешнее магнитное поле напряжённостью {\displaystyle H}, которое необходимо приложить к ферромагнетику, предварительно намагниченному до насыщения, чтобы довести до нуля его намагниченность {\displaystyle M} или индукцию магнитного поля {\displaystyle B} внутри.
Соответственно, коэрцитивная сила {\displaystyle H_{C}} может определяться из кривых {\displaystyle M(H)} или из кривых {\displaystyle B(H)} (обозначения: {\displaystyle H_{C}^{M}} или {\displaystyle H_{C}^{B}}). Рисунок справа отвечает варианту {\displaystyle H_{C}=H_{C}^{B}}.
Коэрцитивная сила {\displaystyle H_{C}^{M}} всегда по модулю больше, чем {\displaystyle H_{C}^{B}}. Действительно, при {\displaystyle H=H_{C}^{B}} вследствие соотношения
{\displaystyle B=\mu _{0}H+\mu _{0}M}
(где {\displaystyle \mu _{0}} — магнитная постоянная; записано в СИ), имеем {\displaystyle M=-H_{C}^{B}>0}, то есть намагниченность {\displaystyle M} в этом состоянии положительна. Значит, чтобы её обнулить (для попадания в состояние {\displaystyle H=H_{C}^{M}}), необходимо подальше сместиться в область отрицательных {\displaystyle H}, по сравнению с {\displaystyle H_{C}^{B}}.

## Магнитомягкие и магнитотвёрдые ферромагнетики
| Материал                                                       | Коэрцитивная сила (кА/м) |
| -------------------------------------------------------------- | ------------------------ |
| Супермаллой (16Fe:79Ni:5Mo)                                    | 0,0002:131,133           |
| Пермаллой (Fe:4Ni)                                             | 0,0008—0,08              |
| Железные опилки (чистота железа 0,9995 по массе)               | 0,004-37,4               |
| Электротехническая сталь (11Fe:Si)                             | 0,032—0,072              |
| Низкоуглеродистая конструкционная сталь (1896)                 | 0,16                     |
| Ni (чистота 0,99 по массе)                                     | 0,056—23                 |
| Магнитотвёрдый феррит (ZnxFeNi1−xO3)                           | 1,2—16                   |
| Сплав 2Fe:Co                                                   | 19                       |
| Кобальт (чистота 0,99 по массе)                                | 0,8—72                   |
| Алнико                                                         | 30—150                   |
| Металлическое покрытие поверхности магнитных дисков (Cr:Co:Pt) | 140                      |
| Неодимовый магнит (NdFeB)                                      | 800—950                  |
| 12Fe:13Pt (Fe48Pt52)                                           | ≥980                     |
| Сплав (Dy,Nb,Ga,Co:2Nd:14Fe:B)                                 | 2040—2090                |
| Самарий-кобальтовый магнит (2Sm:17Fe:3N, при 10 K)             | <40—2800                 |
| Самарий-кобальтовый магнит                                     | 3200                     |

По величине коэрцитивной силы магнитные материалы условно разделяются на:
- Магнитомягкие материалы — материалы с низкой коэрцитивной силой, которые намагничиваются до насыщения и перемагничиваются в относительно слабых магнитных полях напряжённостью до 4 кА/м[21]. После перемагничивания внешне они не проявляют магнитных свойств, так как состоят из хаотически ориентированных намагниченных до насыщения областей. Примером могут служить различные стали.
- Магнитотвёрдые материалы — материалы с высокой коэрцитивной силой, которые намагничиваются до насыщения и перемагничиваются в сравнительно сильных магнитных полях напряжённостью в тысячи и десятки тысяч ампер на метр. После намагничивания магнитнотвёрдые материалы остаются постоянными магнитами из-за высоких значений коэрцитивной силы и магнитной индукции. Примерами являются редкоземельные магниты NdFeB и SmCo, бариевые и стронциевые магнитотвёрдые ферриты.

Значения коэрцитивной силы некоторых ферромагнитных материалов приведены в таблице. Коэрцитивная сила сильно зависит от текстурованности материала, режима его термообработки, направления намагничивающего поля для текстурованных и анизотропных материалов, поэтому в таблице для некоторых материалов приведены диапазоны изменения коэрцитивной силы.

## Применение
Коэрцитивная сила — сильно структурно-чувствительная характеристика, и она часто используется для анализа структурных и фазовых превращений, а также для изучения дефектов кристаллической решётки, образующихся при тех или иных воздействиях на металл (пластическая деформация, облучение и др.)

## Аналог в сегнетоэлектриках
Существуют материалы — сегнетоэлектрики — электрические свойства которых во многом подобны магнитным свойствам ферромагнетиков. А именно, зависимость величины электрического смещения {\displaystyle D(E)} от наложенного поля {\displaystyle E} в них аналогична зависимостям {\displaystyle B(H)} в ферромагнитной среде. Она характеризуется гистерезисом и рядом других деталей. При этом, {\displaystyle {\vec {E}}} выступает эквивалентом {\displaystyle {\vec {H}}}, вектор поляризованности {\displaystyle {\vec {P}}} — эквивалентом {\displaystyle {\vec {M}}}, а {\displaystyle {\vec {D}}} — вместо {\displaystyle {\vec {B}}}. Напряжённость магнитного поля {\displaystyle H_{C}} имеет аналогом {\displaystyle E_{C}}; он несёт смысл напряжённости внешнего электрического поля, необходимой для полной деполяризации сегнетоэлектрического вещества, и тоже именуется коэрцитивным полем. Представленные выше рассуждения о вариантах коэрцитивных сил {\displaystyle H_{C}^{M}} и {\displaystyle H_{C}^{B}} вполне могут быть переадресованы к {\displaystyle E_{C}^{P}} и {\displaystyle E_{C}^{D}}.